# Liv Lisa Fries

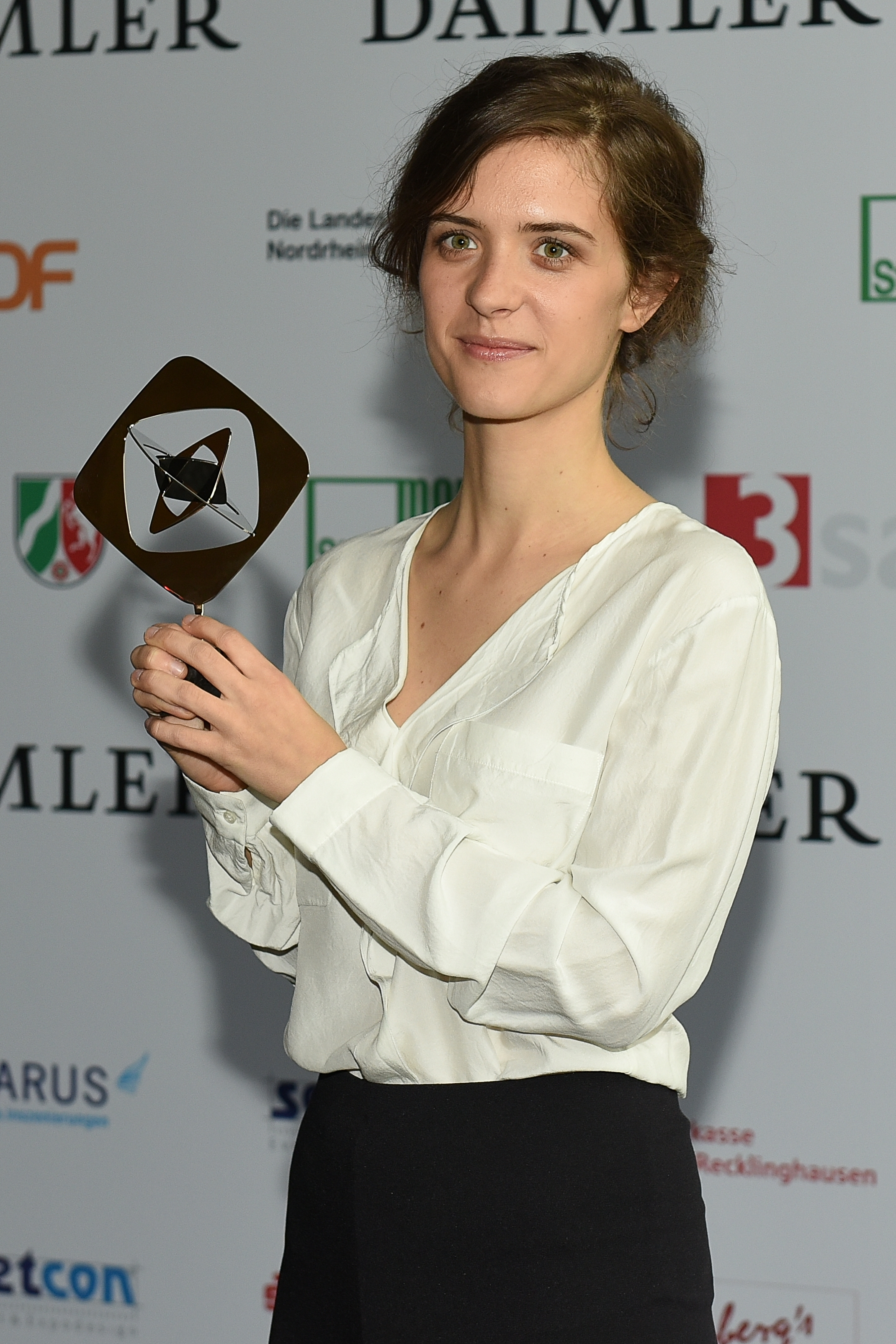
Liv Lisa Fries bij de uitreiking van de Grimme Award in 2018

Liv Lisa Fries (Berlijn, 31 oktober 1990) is een Duitse actrice . 

## Biografie
Fries startte als tiener met acteerlessen en was te zien in verschillende televisieseries. Onder andere in Duitse politieseries als Soko Köln, Kommissar Stolberg en Bella Block. Haar eerste hoofdrol speelde ze in 2006 in een aflevering genaamd Tod in der Siedlung van de Schimanski-serie. Haar bioscoopdebuut beleefde Fries in 2010 met de dramafilm Bis aufs Blut – Brüder auf Bewährung. De film Romeos, waarin Fries de rol van Ine speelde, was onderdeel van het internationale filmfestival  Berlinale in 2011.
In februari 2015 ontving Fries de Preis der deutschen Filmkritik 2014 in de categorie "beste actrice" voor haar rollen in Staudamm (2012) en Und morgen Mittag bin ich tot (2013).
Fries speelt sinds 2017 de rol van Charlotte Ritter in de serie Babylon Berlin.

## Filmografie

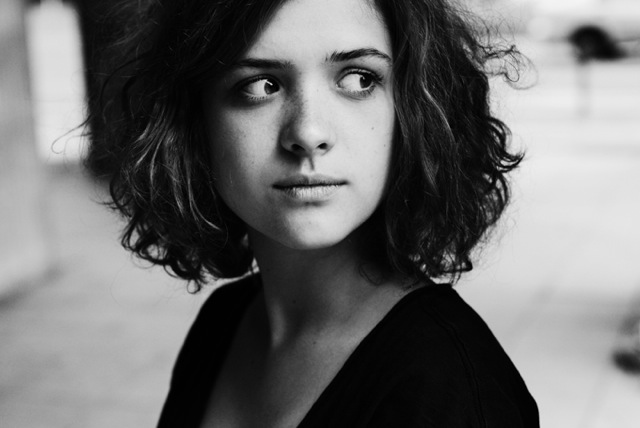
Liv Lisa Fries (2012)

### Bioscoop
- 2008: Die Welle
- 2010: Unbelehrbar
- 2010: Bis aufs Blut – Brüder auf Bewährung
- 2011: Romeos
- 2012: Staudamm
- 2013: Und morgen Mittag bin ich tot
- 2014: Die Präsenz
- 2015: Heil
- 2015: Boy 7
- 2016: Die Ermittler – Nur für den Dienstgebrauch
- 2016: Lou Andreas-Salomé
- 2017: Rakete Perelman
- 2019: Prélude
- 2021: Hinterland
- 2021: Bekenntnisse des Hochstaplers Felix Krull
- 2021: Munich: The Edge of War
- 2021: Zwischen uns
- 2023: Freud’s Last Session
- 2024: In Liebe, Eure Hilde

### Televisie

#### Televisiefilms
- 2008: Die Jagd nach dem Schatz der Nibelungen
- 2008: Guter Junge
- 2009: Liebling, weck die Hühner auf
- 2011: Sie hat es verdient
- 2011: Eine halbe Ewigkeit
- 2011: Vater Mutter Mörder
- 2012: Schneeweißchen und Rosenrot
- 2013: Frauen die Geschichte machten – Sophie Scholl

#### Televisieseries
- 2007: Schimanski: Tod in der Siedlung
- 2011: Soko Köln: Aufgeflogen!
- 2011: Kommissar Stolberg: Zwischen den Welten
- 2011: Bella Block: Der Fahrgast und das Mädchen
- 2012: Polizeiruf 110: Fieber
- 2012: Donna Leon: Reiches Erbe
- 2013: Add a Friend
- 2014: Tatort: Zirkuskind
- 2017: Babylon Berlin
- 2018: Counterpart (6 afleveringen)
- 2024: Kafka

## Hoorspel
- 2014: Iris Drögekamp: Als mein Vater ein Busch wurde und ich meinen Namen verlor – Regie: Iris Drögekamp (kinderhoorspel – SWR)

- Bibliothèque nationale de France: cb17764235r (data)
- Gemeinsame Normdatei: 1061668398
- International Standard Name Identifier: 0000 0004 4717 0664
- Library of Congress Control Number: no2018114591
- Nationale Bibliotheek van Tsjechië: pna20181002069
- Nationale Bibliotheek van Israël: 987010474247705171
- Nederlandse Thesaurus van Auteursnamen: 425805085
- Système universitaire de documentation: 225443554
- Virtual International Authority File: 187313144
- WorldCat: E39PBJbxHPbcjbymtBWmT9qhHC